# Людина-вовк (фільм, 2010)
Людина-вовк (англ. The Wolfman) — американський фільм жахів, що вийшов у 2010 році й є рімейком однойменного фільму 1941-го року. Режисером фільму виступив Джо Джонстон, сценарій Девіда Селфа. У головних ролях зналися Бенісіо дель Торо, Емілі Блант, Ентоні Гопкінс, Г'юго Вівінг, Джералдін Чаплін.
Прем'єра фільму в США та у Великій Британії відбулася 12 лютого 2010 року. В Україні фільм було вперше показано 18 лютого 2010 року.

## Сюжет
Події фільму відбуваються у Великій Британії в 1891 році.
У Блекмурському лісі невідома істота вбила місцевого мешканця Бена Телбота. Його наречена Гвен Конліфф вирушила в Лондон, аби повідомити про сумну звістку братові загиблого, відомому актору Лоуренсу Телботу. Лоуренс багато років тому покинув рідний дім, після того як став свідком самогубства матері, і його батько сер Джон відправив його  до психлікарні, потім до тітки в Америку де він став видатним актором, а зараз знаходився в Лондоні на гастролях п'єси «Гамлет».
Лоуренс повертається до маєтку, де він провів дитинство разом із батьками і братом, аби побачити тіло Бена. Він жахається, коли бачить його понівеченим. У місцевій таверні він чує сперечання місцевих мешканців про те, хто міг вбити Телбота. Деякі звинувачують табір циган, що якраз з'явилися в містечку. Один з місцевих каже що Бена Телбота розірвав танцюючий ведмідь. Також з'являється версія про перевертня-вбивцю, який за розповіддю одного відвідувача, 25 років тому вбив місцевого жителя Квіна Ноді з усім його стадом овець, чому став свідком батько відвідувача.
Гвен відїжджає, і сер Джон радить Лоуренсу лишатись удома через те, що в цей день місяць у повні. Але Лоуренс надвечір вирушає до циганського табору. Циганка Малева розповідає, що з його братом сталося щось страшне. Також у табір прибувають розлючені селяни, які хочуть вбити танцюючого ведмедя, що буцімто вбив Бена Телбота. На табір нападає перевертень, вбиває багато людей і кусає Лоуренса в шию. Наступного дня Гвен повертається до маєтку, щоб вилікувати Лоуренса. Та виявляється, що всі рани дуже швидко загоюються на тілі Лоуренса. Одного дня гуляючи з Гвен біля ставка, він раптово чує як до маєтку підїжджають коні. Деякі мешканці Блекмуру вірять, що Лоуренс став проклятим і намагаються його схопити, однак чоловік стримав трьох місцевих поки його не врятував батько.
До містечка приїжджає інспектор Аберлайн, що розслідує справу про вбивство Бена Телбота. Лоуренс помічає що від його рани й сліду не лишилося і відчуває, що в маєтку відбувається щось страшне. Він відправляє Гвен додому. Вночі Телбот слідує за своїй батьком у мавзолей матері. Там знаходить таємну кімнату, в якій переховується сер Джон. Той замикається в кімнаті і попереджає Лоуренса про те що "час звіра настав". Виходить повний місяць і Лоуренс перетворюється на вовкулаку. Він вбиває місцевих мешканців, що полювали на таємничого вбивцю в лісі. На ранок сер Джон приводить Аберлайна й місцеву поліцію до свого ошелешеного сина. 
Лоуренса тримають у психіатричній лікарні в Лондоні, де він вже знаходився в дитинстві. Його катують, занурюючи в крижану воду. Батько приїжджає його навідати і розповідає Лоуренсу, що він подорожував у молодості Індією. В Гіндукуші у гірській печері його заразив лікантропією дикий хлопчик, після чого він перетворився на вовкулаку. Лоуренс розуміє, що в дитинстві він побачив свого батька в вигляді вовка, що вбив його матір. Після цього хлопець і потрапив до психлікарні. Сер Джон найняв собі в слуги Сінгха, що останні 25 років замикав його в мавзолеї, коли виходив повний місяць. Та через звістку Бена про те, що він покидає Телбот-Голл разом із Гвен, він напився, не замкнувся, перетворився і вбив Бена, і зрозумів, як він помилявся коли замикав звіра у клітці. Саме він напав на циганський табір і вкусив Лоуренса. Із цього моменту син хоче помститися батькові.
Лікар Хонегер хотів продемонструвати своїм колегам, що вовкулак не існує, а Лоуренс психічно хворий. Тому він прив'язав Лоуренса в аудиторії перед лікарями. У цей час зійшов повний місяць, чоловік перетворився на вовкулаку й побіг вулицями Лондона, вбиваючи багатьох перехожих. Вранці він зустрівся з Гвен, що заприсяглася допомогти йому. Вона вивчає лікантропію, потім запитує циганку Малеву, проте та повідомляє дівчину, що Лоуренса ніщо не вилікує.
Лоуренс вирушив до рідного маєтку, щоб вбити батька. У цей же час до маєтку вирушають Аберлайн і Гвен. Прибувши до Телбот-Голлу Лоуренс знаходить Сінгха, що вже був убитий на той час. Він бере з його трупа ключ і йде до кіманти сікха та відмикає його скриню, де бере срібні кулі та заряджає їх у рушницю. Він знаходить батька і намагається його застрелити. Та виявилось що сер Джон давно висипав порох з цих набоїв. Сходить повний місяць та Лоуренс з батьком перетворюються на вовкулак. Лоуренс вбиває сера Джона, а маєток під час сутички займається. До замку прибігає Гвен і бачить перетвореного Лоуренса. Той готується на неї напасти, але приходить Аберлайн. Вовкулака стрибає на них, але Гвен виривається. Лоуренс кусає Аберлайна, той кричить Гвен тікати, що вона й робить. Потім він мчить навздогін за Гвен та настигає її. Дівчина благає Лоуренса згадати її і перевертень на мить заспокоюється. Але побачивши натовп людей, звіріє і намагається вбити Гвен. Вона стріляє в нього срібною кулею, і Лоуренс вмирає, прийнявши перед смертю людську подобу і подякувавши Гвен за порятунок.
Фільм закінчується тим, що чути вовче виття — це крик Аберлайна, якого поранив вовкулака.

## У головних ролях
- Бенісіо дель Торо — Лоуренс Телбот;
- Ентоні Гопкінс — Сер Джон Телбот;
- Емілі Блант — Гвен Конліфф — наречена загиблого Бена;
- Г'юго Вівінґ — інспектор Френсіс Аберлайн;
- Джералдіна Чаплін — циганка Малева;
- Арт Малік — Сінгх (слуга сера Джона);
- Ентоні Шер — доктор Хоннегер;
- Саймон Меррелз — Бен Телбот
  - Ейса Баттерфілд — юний Бен Телбот

## Касові збори
У США фільм отримав $61,979,680, за кордоном — $77,810,085 (усього — $139,789,765).

## Кінокритика
На сайті Rotten Tomatoes фільм отримав оцінку в 33 % (64 схвальних відгуків і 131 несхвальний).